# 高分子链柔性
高分子链的柔顺性是指高分子链内c-c键发生内旋转使高分子链表现出卷曲能力的大小，并会对高分子链的性质产生影响。

## c-c单键的内旋转
c-c单键的内旋转是决定高分子链柔性主要原因。

## 高分子链柔性的分类

### 静态柔顺性
静态柔顺性与链得柔性，取代基大小、极性和整个分子链的长度有关。

### 动态柔顺性
动态柔顺性与对高分子施加作用力的快慢有关。

1. 施加快速作用力时柔性变差；
2. 施加慢速作用力时柔性展现。

### 理想柔性
忽略一切对柔性产生影响的因素，因此c-c单键可自由的进行内旋转且没有障碍。

## 链柔性增加的方法
1. 增加单体；
2. 外加增塑剂。